# Перекладацька критика
Перекладацька критика — це систематичне вивчення, оцінювання та трактування різних аспектів перекладних текстів. Це міждисциплінарна наукова галузь, тісно пов'язана з літературною критикою та теорією перекладу. Вона охоплює оцінювання студентських перекладів та рецензування вже опублікованих перекладів.

## Поняття
Саме поняття «критика перекладу» має такі значення:
1. Оцінка якості тексту перекладу, особливо його семантичної та прагматичної еквівалентності щодо тексту оригіналу.
2. Оцінка процесу, якого дотримується перекладач для того, щоб перекласти текст.
3. Частина перекладознавства, що займається переважно:

- природою та цілями перекладацької критики,
- розглядом проблем перекладацької критики,
- визначенням обґрунтованих критеріїв і процедур для критики перекладу відповідно до її цілей[3].

Хоча перекладацька критика є частиною галузі перекладознавства, вона часто вважається менш «науковою» у порівнянні з власне перекладом. Однак зазначається, що вона не є просто суб'єктивною проблемою, оскільки визнає, що оцінювальні судження відіграють певну роль у сфері перекладу. Науковці наголошують на важливості об'єктивної перекладацької критики, яка стосується критики перекладу, що чітко визначена і підтверджена прикладами.

## Характеристика
Однією з цілей перекладацької критики є підвищення обізнаності про труднощі, що виникають у процесі перекладу, і дослідження того, чи досягнув перекладач своїх цілей, чи ні. Питання про те, чи слід вважати перекладацьку критику окремою від теорії перекладу галуззю дослідження, є предметом певних суперечок.
Перекладачі-професіонали та аматори, які займаються художнім перекладом, неминуче стикаються з проблемою якості перекладу. Перекладацька критика має кілька відкритих питань, як-от назва для практики оцінювання перекладів та критерії оцінювання, кожне з яких заслуговує на детальне вивчення.
Літературний текст може досліджуватися як переклад, у першу чергу не для того, щоб оцінювати його, а для того, щоб зрозуміти співвідношення тексту з оригіналом. Для цього розглядається інтерпретаційний потенціал, який виникає у результаті зробленого перекладацького вибору. Порівнюючи різні переклади одного тексту оригіналу, результати аналізу слід використовувати для побудови гіпотези щодо кожного перекладу. Для такого аналізу важливі такі критерії, як «дивергентна подібність», «відносна дивергенція», «радикальна дивергенція» та «адаптація».
Одним із найбільш впливових авторів у цій галузі був Антуан Берман. Він стверджував, що існує багато різних методів критики перекладу, оскільки існує багато теорій перекладу. Тому він назвав власну модель «аналітичним шляхом», який можна модулювати відповідно до конкретних цілей кожного аналітика та адаптувати до всіх стандартизованих типів текстів. Берман також наполягає на тому, що кожен перекладач спочатку повинен розробити проєкт перекладу, перш ніж розпочати сам процес перекладу.
І хоча це і контроверсійне питання, все ж можна сказати, що критика перекладу необхідна. Наприклад, у Туреччині з моменту заснування Бюро перекладів у 1940 році турецька літературна система значно збагатилася перекладами з різних мов, а перекладацька діяльність оцінювалася письменниками, перекладачами та критиками. Методологію описового перекладознавства запропонував Гідеон Турі, у якій він свідчить про те, що перекладачі повинні постійно приймати рішення у процесі перекладу. Інакше кажучи, вчені, які працюють у межах цієї парадигми, стверджують, що переклади слід описувати відповідно до норм тексту перекладу, які діють у певний час і в певному місці, та порівнювати їх з оригіналом, щоб створити об'єктивну перекладацьку критику, підкріплену теоріями перекладу (Toury 1980: 73).

## Список використаної літератури
- Berman, Antoine, Pour une critique des traductions: John Donne. Paris: Gallimard, 1995.
- García Yebra, Valentín, En torno a la traducción. Madrid, Gredos, 1983.
- Newmark, Peter, A Textbook of Translation. Chapter 17: «Translation Criticism». Prentice-Hall International, 1988. ISBN 978-0139125935
- Reiss, Katharina, Möglichkeiten und Grenzen der Übersetzungskritik: Kategorien und Kriteren für eine sachgerechte Beurteilung von Übersetzungen. Munich, Hueber, 1971.